# Alexandra Christina Manley

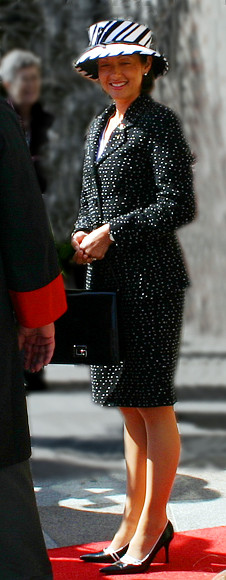
Alexandra, Gravin van Frederiksborg

Alexandra Christina Manley (Hongkong, 30 juni 1964) is de voormalige echtgenote van prins Joachim van Denemarken. Tijdens haar huwelijk met prins Joachim werd zij officieel Hare Koninklijke Hoogheid Alexandra Christina, prinses van Denemarken genoemd. Sinds de ontbinding van dit huwelijk, het verkrijgen van nieuwe titels en het aangaan van een nieuw huwelijk wordt zij officieel Alexandra Christina, gravin van Frederiksborg genoemd.

## Jeugdjaren
Alexandra heeft Brits, Chinees, Pools en Oostenrijks bloed. Alexandra is de oudste van drie dochters. Haar vader is Richard Nigel Manley (Shanghai, 1924-2010), Britse vader en Chinese moeder, en haar moeder is Christa Maria Manley-Nowotny (Oostenrijk, 1933-2023), Poolse vader en Oostenrijkse moeder. Haar vader was leidinggevende bij een verzekeringsbedrijf, haar moeder werkte als manager van een communicatiebedrijf.
Alexandra werd gedoopt in de Anglicaanse Sint-Janskathedraal te Hongkong. Ze studeerde international business aan universiteiten in Oostenrijk, Japan en het Verenigd Koninkrijk. Van 1990 tot 1995 was ze werkzaam bij GT Management (Asia) Ltd. in Hongkong. Van 1990 tot 1993 werkte ze in de verkoop en marketing en daarna als waarnemend hoofd van die afdeling.

## Koninklijk huwelijk en kinderen
Op 18 november 1995 trouwde Alexandra met prins Joachim van Denemarken. Ze hadden elkaar een jaar eerder in Hongkong ontmoet. De ceremonie vond plaats in de kapel van het slot Frederiksborg in Hillerød. De andere festiviteiten werden gehouden in het paleis Fredensborg.
Toen ze trouwde met Joachim gaf ze haar Britse nationaliteit op en stopte ze haar carrière in de marketing. Alexandra besloot ook haar geloof te veranderen; ze werd luthers.
Alexandra en Joachim kregen twee zoons:
- Nikolai (28 augustus 1999)
- Felix (22 juli 2002)

## Leven als prinses van Denemarken
Prinses Alexandra werd onmiddellijk heel populair in Denemarken. Vanwege haar stijlvolle smaak en haar vrijwilligerswerk werd ze de 'Diana van het Noorden' genoemd (naar prinses Diana van Wales). Haar moedertaal is Engels, maar sinds haar jeugd spreekt ze ook Duits. Hierdoor leerde ze snel Deens. Na twee jaar kon ze het zelfs accentloos spreken. Daarnaast spreekt ze ook Frans en Kantonees (vanwege haar verblijf in Hongkong).

## Scheiding en tweede huwelijk
Op 16 september 2004 vertelde het echtpaar dat ze uit elkaar gingen en mogelijk zouden scheiden. Het werd de eerste scheiding binnen de Deense koninklijke familie sinds 1846. Haar alimentatie kreeg ze vanaf 1 oktober 2004. Het koppel liet hun huwelijk officieel ontbinden op 8 april 2005.
In de zomer van 2005 verschenen er foto's van Alexandra en haar nieuwe liefde, Martin Jørgensen. Hij is 14 jaar jonger dan zij. De geruchten gaan dat ze geliefden werden in 2003, toen Martin als geluidsman werkte voor een documentaire over Alexandra's werk voor UNICEF. De vader van Martin, Jacob Jørgensen, heeft een eigen filmproductie bedrijf (JJ Film). Dit bedrijf maakte veel reportages over de koninklijke familie. Nadat de affaire tussen Martin en Alexandra aan het licht kwam, nam een ander bedrijf deze taak op zich. Alexandra en Martin trouwden op 3 maart 2007. In september 2015 werd er aangekondigd dat er een echtscheiding in gang is gezet.

## Gravin van Frederiksborg
Na haar scheiding van prins Joachim kreeg Alexandra het predicaat 'Hare Hoogheid'. Op haar verjaardag in 2005 gaf koningin Margrethe II van Denemarken haar ex-schoondochter een eigen, persoonlijke titel: gravin van Frederiksborg. Toen Alexandra opnieuw trouwde, verloor ze de titel prinses, maar ze blijft gravin. De titel zal niet geërfd worden door haar zoons. Alexandra is geen lid meer van de Deense koninklijke familie, maar ze behoudt wel de familieordes en juwelen.